# Зельке, Дариуш
Дариуш Зельке (пол. Dariusz Zielke; род. 21 октября 1960) — польский легкоатлет, специалист по прыжкам в высоту. Выступал за сборную Польши по лёгкой атлетике в 1980-х годах, обладатель бронзовой медали турнира «Дружба-84», победитель и призёр первенств республиканского значения.

## Биография
Дариуш Зельке родился 21 октября 1960 года. Занимался лёгкой атлетикой в Гданьске, проходил подготовку в местном одноимённом клубе AZS Gdańsk.
Будучи студентом, в 1981 году представлял Польшу на Всемирной Универсиаде в Бухаресте, где в зачёте прыжков в высоту занял итоговое седьмое место.
В 1982 году в составе польской сборной принял участие в чемпионате Европы в помещении в Милане — в прыжках в высоту показал результат 2,19 метра, расположившись в итоговом протоколе соревнований на 15-й строке.
В 1983 году прыгал в высоту на чемпионате Европы в помещении в Будапеште, на сей раз с результатом 2,24 стал восьмым.
В 1984 году был вторым на международных соревнованиях в Бирмингеме, пятым на турнире Golden Gala в Риме, тогда как на домашнем старте в Варшаве установил свой личный рекорд на открытом стадионе — 2,31 метра. Рассматривался в качестве кандидата на участие в летних Олимпийских играх в Лос-Анджелесе, однако Польша вместе с несколькими другими странами восточного блока бойкотировала эти соревнования по политическим причинам. Вместо этого Зельке выступил на альтернативном турнире «Дружба-84» в Москве — здесь прыгнул на 2,20 метра и завоевал бронзовую награду, уступив только советскому прыгуну Валерию Середе и кубинцу Хавьеру Сотомайору.
В 1985 году на чемпионате Европы в помещении в Пирее с результатом 2,24 занял шестое место.
В 1986 году выиграл международный турнир в шведском Хандене, установив при этом личный рекорд в помещении — 2,28 метра. На чемпионате Европы в помещении в Мадриде стал девятым. В этом сезоне в первый и единственный раз в карьере стал чемпионом Польши в прыжках в высоту на открытом стадионе — превзошёл всех соперников на соревнованиях в Грудзёндзе. Также участвовал в Играх доброй воли в Москве, где занял 14-е место.
В 1987 году среди прочего отметился выступлением на Всемирной Универсиаде в Загребе, показал в финале 15-й результат.
Завершил спортивную карьеру по окончании сезона 1988 года.
Его младший брат Пётр Зельке (пол. Piotr Zielke) тоже прыгал в высоту, становился бронзовым призёром чемпионата Польши.